# Cuautla Morelos
Cuautla Morelos är en stad i Mexiko. Den ligger i kommunen Cuautla och delstaten Morelos, i den sydöstra delen av landet, 70 km söder om huvudstaden Mexico City. Cuautla Morelos ligger 1 319 meter över havet och antalet invånare är 146 178.
Staden är huvudort i storstadsområdet Zona Metropolitana de Cuautla med cirka 400 000 invånare. Området består av kommunerna Cuautla, Atlatlahucan, Ayala, Tlayacapan, Yautepec och Yecapixtla.